# Чечетка, Франтишек
Фра́нтишек Йо́зеф Че́четка (чеш. František Josef Čečetka; 23 апреля 1871, Нове Грады близ г. Високе-Мито Австро-Венгрия (ныне район Усти-над-Орлици Пардубицкого края Чешской Республики) — 3 июня 1942, Прага) — чешский писатель, драматург, автор книг для юношества. Педагог.
Окончил Университет Градец-Кралове в 1890 году. Работал учителем в сельских школах, с 1921 — в городе Подебрады.
Автор исторических романов, повестей, рассказов, новелл и драм, ряда публицистических и этнографических исследований чешской культуры.
В историческом плане его интересовал, прежде всего, период гуситских войн.

## Избранные произведения
- Královo městečko (1896),
- Od kolébky do hrobu (1900),
- Adamita (1906), историческая драма в 4 действиях,
- Bakalář (1907), комедия в 3 действиях,
- Židovka (1907),
- Oběti lásky (1907),
- Nad západem (1908), исторические новеллы,
- Король Йиржи из Подебрад / Král Jiří z Poděbrad (1909), историческая драма,
- Dcera exulantova (1909), исторический роман,
- Maří Magdalena (1910), исторический роман,
- Cizoložnice (1911), комедия,
- Panská láska (1913), исторические новеллы,
- Královský rychtář (1913), исторический роман,
- Bílí husaři (1913), исторические новеллы,
- Na středním Polabí (1914),
- Plameny lásky (1918), исторические рассказы,
- Uřitelka (1919), пьеса в 3 действиях,
- Bílá Hora (1919), исторические рассказы,
- Vyděděnci (1920), исторический роман,
- Staročeští žáčkové (1921), исторические рассказы,
- Černá madona (1921), роман,
- Пётр Брандль / Petr Brandl (1922), дописал после смерти Вацлава Требизского,
- Dobrodruh (1924), исторический роман,
- Valdštejn (1924), исторический роман,
- Husitská nevěsta (1924), исторический роман,
- Krásné hříšnice (1924), historické povídky,
- Ve lví stopě, гуситская трилогия:
  - Ян Жижка / Jan Žižka (1924), роман,
  - Sirotci (1926), роман,
  - Král Jiří z Poděbrad (1926), роман,
- Моцарт, роман гения / Mozart, román génia (1925),
- Дон Жуан / Don Juan (1926), исторический роман,
- Černé oči (1926), исторический роман,
- Мастер Ян Гус / Mistr Jan Hus (1927), исторический роман,
- Orlové velké armády, исторический роман о Наполеоне в 4 томах:
  - Slavkov (1928),
  - Berezina (1928),
  - Waterloo (1929),
  - Orlík (1929),
- Zlatá stezka (1930), роман,
- Tělo, svět, ďábel (1932), роман,
- Вацлав IV / Václav IV. (1932), исторический роман,
- Román císařovny (1935), исторический роман о Марии Терезии в 4 томах:
  - Paridovo jablko,
  - Zlatá oblaka,
  - Resignce,
  - Matka a syn,
- Žid Baruch (1937—1938), исторический роман в 3 томах:
- Syn císařovny (1939), исторический роман o императоре Иосифе II,
- Mexický císař, историческая трилогия o Максимилиане I, императоре Мексики:
  - Princ z Miramare (1939),
  - Rudý president (1940),
  - La Paloma (1940).